# Буковик (Пријепоље)
Буковик је насеље у Србији у општини Пријепоље у Златиборском округу. Према попису из 2022. било је 44 становника.

## Демографија
У насељу Буковик живи 89 пунолетних становника, а просечна старост становништва износи 41,3 година (39,6 код мушкараца и 43,5 код жена). У насељу има 32 домаћинства, а просечан број чланова по домаћинству је 3,34.
Становништво у овом насељу веома је нехомогено, а у последња три пописа, примећен је пад у броју становника.
|  |

| Демографија | Демографија | Демографија |
| Година      | Становника  | Становника  |
| ----------- | ----------- | ----------- |
| 1948.       | 336         |             |
| 1953.       | 373         |             |
| 1961.       | 319         |             |
| 1971.       | 305         |             |
| 1981.       | 275         |             |
| 1991.       | 161         | 161         |
| 2002.       | 107         | 162         |

| Етнички састав према попису из 2002.‍ | Етнички састав према попису из 2002.‍ | Етнички састав према попису из 2002.‍ | Етнички састав према попису из 2002.‍ | Етнички састав према попису из 2002.‍ |
| ------------------------------------ | ------------------------------------ | ------------------------------------ | ------------------------------------ | ------------------------------------ |
|                                      |                                      |                                      |                                      |                                      |
| Муслимани                            | Муслимани                            |                                      | 45                                   | 42,05%                               |
| Бошњаци                              | Бошњаци                              |                                      | 42                                   | 39,25%                               |
| Срби                                 | Срби                                 |                                      | 20                                   | 18,69%                               |
| непознато                            | непознато                            |                                      | 0                                    | 0,0%                                 |

| Година пописа     | 1948. | 1953. | 1961. | 1971. | 1981. | 1991. | 2002. |
| ----------------- | ----- | ----- | ----- | ----- | ----- | ----- | ----- |
| Број домаћинстава | 57    | 56    | 57    | 49    | 51    | 39    | 32    |

| Број чланова      | 1 | 2 | 3 | 4 | 5 | 6 | 7 | 8 | 9 | 10 и више | Просек |
| ----------------- | - | - | - | - | - | - | - | - | - | --------- | ------ |
| Број домаћинстава | 7 | 8 | 3 | 1 | 9 | 2 | 2 | 0 | 0 | 0         | 3,34   |

| Пол    | Укупно | Неожењен/Неудата | Ожењен/Удата | Удовац/Удовица | Разведен/Разведена | Непознато |
| ------ | ------ | ---------------- | ------------ | -------------- | ------------------ | --------- |
| Мушки  | 53     | 27               | 23           | 2              | 1                  | 0         |
| Женски | 42     | 12               | 24           | 5              | 0                  | 1         |
| УКУПНО | 95     | 39               | 47           | 7              | 1                  | 1         |

| Пол    | Укупно                    | Пољопривреда, лов и шумарство | Рибарство                            | Вађење руде и камена | Прерађивачка индустрија       |
| ------ | ------------------------- | ----------------------------- | ------------------------------------ | -------------------- | ----------------------------- |
| Мушки  | 11                        | 1                             | 0                                    | 0                    | 5                             |
| Женски | 9                         | 5                             | 0                                    | 0                    | 4                             |
| УКУПНО | 20                        | 6                             | 0                                    | 0                    | 9                             |
| Пол    | Производња и снабдевање   | Грађевинарство                | Трговина                             | Хотели и ресторани   | Саобраћај, складиштење и везе |
| Мушки  | 0                         | 3                             | 2                                    | 0                    | 0                             |
| Женски | 0                         | 0                             | 0                                    | 0                    | 0                             |
| УКУПНО | 0                         | 3                             | 2                                    | 0                    | 0                             |
| Пол    | Финансијско посредовање   | Некретнине                    | Државна управа и одбрана             | Образовање           | Здравствени и социјални рад   |
| Мушки  | 0                         | 0                             | 0                                    | 0                    | 0                             |
| Женски | 0                         | 0                             | 0                                    | 0                    | 0                             |
| УКУПНО | 0                         | 0                             | 0                                    | 0                    | 0                             |
| Пол    | Остале услужне активности | Приватна домаћинства          | Екстериторијалне организације и тела | Непознато            | Непознато                     |
| Мушки  | 0                         | 0                             | 0                                    | 0                    | 0                             |
| Женски | 0                         | 0                             | 0                                    | 0                    | 0                             |
| УКУПНО | 0                         | 0                             | 0                                    | 0                    | 0                             |